# Alexander Merkurjev
Alexander S. Merkurjev (em russo:  Александр Сергеевич Меркурьев, Alexander Sergejewitsch Merkurjew; 25 de setembro de 1955) é um matemático estadunidense de origem russa, que trabalha com álgebra.
Obteve um doutorado em 1979 na Universidade Estatal de São Petersburgo, orientado por Anatoly V. Yakovlev.
Foi palestrante convidado do Congresso Internacional de Matemáticos em Berkeley, Califórnia (1986: Milnor K-theory and Galois cohomology). É fellow da American Mathematical Society. 

## Obras
- com Max-Albert Knus, Markus Rost, Jean-Pierre Tignol: The book of involutions, American Mathematical Society 1998
- com Skip Garibaldi, Jean-Pierre Serre: Cohomological Invariants in Galois Cohomology, American Mathematical Society 2003
- com Richard Ellman, Nikita Karpenko: Algebraic and geometric theory of quadratic forms, American Mathematical Society 2008